# Brunswick Records
Brunswick Records — американський лейбл звукозапису, створений 1916 року.
Лейбл звукозапису Brunswick було створено в США 1916 року. Їм володіла компанія Brunswick-Balke-Collendar, яка, серед іншого, виробляла фортепіано. На цьому лейблі виходили записи класичної музики, зокрема, оркестрові записи відомого диригента Артуро Тосканіні. Інший виробник музичних інструментів, компанія Chappell Pianos, відкрила відділення лейблу Brunswick 1923 року.
Протягом 1920-х років на лейблі виходили записи пісень таких виконавців, як Ел Джолсон, Фред Астер та Бінг Кросбі. Успіх компанії призвів до того, що 1930 року її викупила кінокомпанія Warner Brothers, через рік перепродавши корпорації American Record Corporation. Провідними артистами новоствореної Brunswick Record Coproration стали вокальні ансамблі Брати Міллз та Сестри Ендрюс, а також трубач Гері Джеймс. 1938 року лейбл придбала компанія CBS, а 1942 року — американське відділення Decca. Британський підрозділ Brunswick пройшов через схожі зміни власників, ще 1932 року ставши частиною Decca UK, і використовувався для розповсюдження Великою Британією записів американських виконавців, таких як рок-н-рольний співак Білл Гейлі.
У післявоєнні роки головними зірками лейблу були Джекі Вілсон, The Crickets, Бренда Лі. 1960 року керівництво Decca погодилося на пропозицію менеджера Вілсон Нета Тарнопола, який збирався залишити Brunswick і заснувати власну компанію, зробити Brunswick незалежним лейблом, а Тарнопола — його керівником. Наприкінці 1960-х років Тарнопол повністю викупив Brunswick Records, який на той момент був однією з найвпливовіших компаній, що випускала музику в жанрі ритм-енд-блюз, маючи у своєму каталозі таких виконавців, як The Artistics, Джин Чендлер, Young-Holt Unlimited, The Chi-Lites та Тайрон Девіс. Одночасно з цим Тарнопол володів лейблом Dakar Records.
В середині 1970-х років керівники Brunswick Records опинилися в центрі федерального розслідування, через звинувачення у змові та шахрайстві. Після дворічного розслідування менеджмент лейблу було виправдано, проте виявилося, що через недбалість працівників департаменту юстиції фінансові документи Brunswick були втрачено. У зв'язку з великими витратами на юристів компанія майже збанкрутувала, і більшість виконавців залишили лейбл. На початку 1980-х років Brunswick Records зуміли видати декілька диско-хітів Вона Мейсона та гурту Young & Company, але 1984 року був змушений закритися через загальний занепад індустрії звукозапису. За три роки Нет Тарнопол вмер від серцевої недостатності.